# 潮陽駅
潮陽駅（チャオヤンえき、ちょうようえき）とは、中華人民共和国広東省汕頭市潮陽区谷饶镇に位置し、中国鉄路総公司の駅である。2013年に完成し、12月28日に使用されました。

## 利用可能な鉄道路線
中国鉄路総公司
- 廈深線